# الأسد الملك
الأسد الملك (بالإنجليزية: The lion King)‏ هو فيلم رسوم متحركة موسيقي درامي انتجته شركة والت ديزني للرسوم المتحركة وأصدرته والت ديزني بيكتشرز. هو فيلم الرسوم المتحركة الطويل رقم 32 الذي تنتجه شركة ديزني، وخامس فيلم رسوم متحركة يُنتج خلال الفترة المعروفة بـ«عصر نهضة ديزني». اخرج الأسد الملك المخرجين روجر أليرز وروب مينكوف، وانتجه دون هان، وهو من تأليف إيرين ميكشي وجوناثان روبرتس وليندا وولفرتون. كُتبت أغاني الفيلم الأصلية بواسطة الملحن إلتون جون والشاعر تيم رايس، وقام بتأليف الموسيقى التصويرية هانز زيمرز. قام بأداء أصوات الشخصيات في النسخة الإنجليزية كلٌ من ماثيو برودريك وجيمس إيرل جونز وجيرمي أيرونز وجوناثان تايلور توماس ومويرا كيلي وناثان لين وإيرني سابيلا وروان أتكينسون وروبرت غيوم ومايج سنكلير (في دورها السينمائي الأخير) وووبي غولدبرغ وشيش مارين وجيم كامينجز. تدور أحداث القصة في مملكة أسود في إفريقيا وهي مستلهمة من القصص التوراتية وبمسرحية هاملت لوليم شكسبير.
تدور أحداث الفيلم في أرض العزة عن الأسد سمبا (من اللغة السواحيلية ويعني «الأسد») منذ ولادته مرورًا بطفولته المبكرة التي فقد فيها والده الملك موفاسا، الذي قُتل بعد أن دبر له سكار أخوه الشرير مؤامرة، وثم يقوم سكار بخداع الأسد الصغير وإيهامه بأنه السبب في مقتل موفاسا ليهرب سمبا إلى المنفى ويصبح سكار ملك الغابة. ثم يلتقي سمبا بتيمون وبومبا ويصبح صديقًا لهما، ويكبر سمبا ويلتقي بصديقة الطفولة نالا التي لم تكن تعلم هي أو أي أحد من عائلته بأنه على قيد الحياة وتجهل سره الذي يخفيه. تخبره نالا كيف يتحكم سكار بالأمور بطريقة بشعة وتحول أرض العزة إلى خراب وتطلب عودته لأراضيه وأستعادة المُلك من سكار، يعود سمبا ويقاتل سكا لإنهاء طغيانه ويأخذ مكانه في دائرة الحياة كملك شرعي.
بدأ تطوير فيلم الأسد الملك في عام 1988 خلال اجتماع جرى بين جيفري كاتزنبرج وروي إي. ديزني والمنتج بيتر شنايدر أثناء الترويج لفيلم الرسوم المتحركة أوليفر وشركاه في أوروبا. كتب المؤلف توماس إم ديش مضمون الفيلم، وطورت الكاتبة ليندا وولفرتون نصوص الفيلم الأولى، وتم اختيار جورج سكريبنر لإخراج الفيلم، وانضم إليه لاحقاً المخرج روجر أليرس. بدأ الإنتاج في عام 1991 بالتزامن مع بدء إنتاج فيلم بوكاهونتاس، والذي كان سبباً في شهرة الكثير من فناني والت ديزني للرسوم المتحركة. بعد مرور بعض الوقت على سفر طاقم العمل إلى متنزه هيلز غايت الوطني في كينيا لدراسة بيئة الفيلم وحيواناته، ترك سكريبنر الإنتاج، لرفضه قرار تحويل الفيلم إلى فيلم موسيقي، وجاء محله مينكوف. كان دون هان غير راضي عن السيناريو عند انضمامه إلى المشروع كما تمت إعادة كتابة القصة. أنتج حوالي 20 دقيقة من المشاهد المتحركة في أستوديوهات ديزني بفلوريدا. كما استخدم التحريك بمساعدة الحاسوب في مشاهد مختلفة من الفيلم، أشهرها مشهد تدافع حيوانات النو.
عُرض فيلم الملك الأسد في 15 يونيو 1994، ونال استقبالاً جيداً من النقاد، الذين أشادوا بموسيقاه وقصته وموضوعه ورسومه المتحركة. بإيراد عالمي مبدئي وصل إلى 763 مليون دولار، أنهى الفيلم موسمه كأكثر الأفلام إيراداً في عام 1994، وكأعلى فيلم رسوم متحركة إيراداً. وهو أيضاً أعلى فيلم رسوم متحركة مُحرك تقليدياً إيراداً في كل العصور، بالإضافة إلى انه الفيلم الأكثر مبيعا على اشرطة الفيديو المنزلي، حيث بيعت منه أكثر من 30 مليون شريط في إتش إس. عند اطلاقه أثار الفيلم الكثير من الجدل في اليابان، وخاصة لتشابهه مع مسلسل الأنمي «كيمبا الأسد الأبيض» الصادر في ستينيات القرن العشرين لأوسامو تيزوكا. حصل الأسد الملك على جائزتي أوسكار، لأفضل أغنية أصلية وأفضل موسيقى تصويرية، كما حصل على جائزة الغولدن غلوب لأفضل فيلم - موسيقي أو كوميدي. اقتبس من الفيلم الكثير من الأعمال، منها مسرحية الأسد الملك الموسيقية، وفيلم الأسد الملك II: عهد سمبا (1998)، والأسد الملك 3: هاكونا ماتاتا (2004)، والمسلسلان التلفيزيونيان تيمون وبومبا وقيادة الأسد الحارس، كما تم إعادة إصدار نسخة ثلاثية الابعاد للفيلم عام 2011، وصدرت نسخة واقعية للفيلم عام 2019، والذي أصبح أيضًا فيلم الرسوم المتحركة الأعلى ايراداً في وقت صدوره.
في عام 2016، تم اختيار الفيلم للحفظ في السجل الوطني للأفلام بالولايات المتحدة من قبل مكتبة الكونغرس باعتباره «مهمًا ثقافيًا أو تاريخيًا أو جماليًا». اعتبارًا من ديسمبر 2019، كان فيلم ديزني الوحيد الذي تم دبلجته باللغة الزولو، وهي اللغة الأفريقية الوحيدة إلى جانب العربية التي تم استخدامها في دبلجة فيلم روائي طويل من افلام ديزني.
أصدرت النسخة العربية من الفيلم باللهجة المصرية العامية في سنة 1994 بأداء عديد الممثلين المصريين المعروفين لصالات السينما وأشرطة الفيديو وأحرزت نجاحا في العالم العربي، وصدر ألبوم رسمي للموسيقى التصورية للأسواق العربية على إثر ذلك. أعيد إصدار نسخة جديدة في سنة 2003 من نفس الدبلجة حمل بعض التغييرات مثل تعويض المقدمة وبعض الأسطر التي تحفظ عليها بعض النقاد. على غرار أفلام أخرى من ديزني، تمت إعادة دبلجة الفيلم بالعربية الفصحى وعرضت على قناتي ماجد وتلفزيون ج في عام 2013.

## حبكة الاحداث
تدور أحداث الفيلم في أرض العزة عن الأسد سمبا منذ ولادته مرورًا بطفولته المبكرة التي فقد فيها والده الملك موفاسا، الذي قُتل بعد أن دبر له سكار أخوه الشرير مؤامرة، وثم يقوم سكار بخداع الأسد الصغير وإيهامه بأنه السبب في مقتل موفاسا ليهرب سمبا ويصبح سكار ملك الغابة. ثم يلتقي سمبا بتيمون وبومبا ويصبح صديقًا لهما، ويكبر سمبا ويلتقي بصديقة الطفولة نالا التي لم تكن تعلم هي أو أي أحد من عائلته بأنه على قيد الحياة وتجهل سره الذي يخفيه. تخبره نالا كيف يتحكم سكار بالأمور بطريقة بشعة وتحول أرض العزة إلى خراب وتطلب عودته لأراضيه وأستعادة المُلك من سكار، فيرفض سمبا في البداية، لكن بعد لقاءه بالقرد رفيكي صديق والده، ورؤيته لخيال والده (في ما يشبه بحلم اليقظة) يعود سمبا ويقاتل سكار وأتباعه الضباع، ويساعد سمبا كل من تيمون وبومبا ونالا وباقي أفراد عائلته. وبعد عدة أحداث ونشوب خلاف بين الضباع وسكار يقومون بقتله. وينتهي الفيلم بعودة القطعان لأرض العزة التي تصبح خصبة من جديد ويرزق سمبا ونالا بطفل في مشهد مليئ بالفرح ومشابه لمشهد البداية.

## أداء الأصوات
| إسم الشخصية  | إسم الشخصية بالإنجليزيّة | مؤدي الصوت الأصليّ (بالإنجليزيّة)             | مؤدي الصوت بالدبلجة المصرية       | مؤدي الصوت بالدبلجة العربيّة الفصحى (تلفزيون ج) | مؤدي الصوت بالدبلجة العربيّة الفصحى (ديزني+) |
| ------------ | ----------------------- | ------------------------------------------- | --------------------------------- | ---------------------------------------------- | ------------------------------------------- |
| سِمبا         | Simba                   | ماثيو برودريك (حوار) جوسف ويليامز (غناء)    | هشام نور                          | محمود شابوري                                   | زياد الشريف                                 |
| سِمبا الصغير  | Young Simba             | جوناثن تايلر توماس (حوار) جايسن ويفر (غناء) | كريم الحسيني                      | شهاب الدين محمود                               | محمد اسامة                                  |
| سكار         | Scar                    | جيرمي أيرونز                                | عبد الرحمن أبو زهرة               | أحمد خليل                                      | أحمد خليل (حوار) مصطفى رشاد (غناء)          |
| تيمون        | Timon                   | ناثان لين                                   | محمد هنيدي (حوار) هشام نور (غناء) | ناصر شاهين                                     | محمود عامر(حوار) علي رؤوف(غناء)             |
| بومبا        | Pumbaa                  | إرني سابيلا                                 | سامي صلاح                         | جلال الهجرسي                                   | جلال الهجرسي                                |
| موفاسا       | Mufasa                  | جيمز إيرل جونز                              | عصام سيف                          | محمد الشرشابي                                  | محمد الشرشابي                               |
| نالا         | Nala                    | مويرا كيلي                                  | أماني شوقي                        | نهى فكري                                       | نهى فكري                                    |
| نالا الصغيرة | Young Nala              | نكيتا كالامي                                | سماح أحمد                         | حبيبة الطايل                                   | روان أحمد                                   |
| سارابي       | Sarabi                  | مادج سينكلاير                               | صفاء الطوخي                       | هنادي عبد الخالق                               | سالي النمس                                  |
| رافيكي       | Rafiki                  | روبير جويلامي                               | مؤمن البرديسي                     | مؤمن البرديسي                                  | عبد الله سعد                                |
| زازو         | Zazu                    | روان أتكينسون                               | عادل خلف                          | عادل خلف                                       | عادل خلف                                    |
| شينزي        | Shenzi                  | ووبي جولدبرج                                | سلوى محمد علي                     | سلوى محمد علي                                  | سلوى محمد علي                               |
| بانزاي       | Banzai                  | شيش مارن                                    | سامي عبد الحليم                   | أحمد خليل                                      | عادل رأفت                                   |
| إيد          | Ed                      | جيم كامينجز                                 |                                   |                                                |                                             |

## النسختين العربيتين
فيلم الأسد الملك هو ثاني أفلام شركة والت ديزني للحصول على نسخة معربة صوتيًا، بعد سابقه سنو وايت والأقزام السبعة، بالإضافة إلى ذلك كونه أول فيلم يتم تعريبه عقب أفتتاح فرع شركة والت ديزني في الشرق الأوسط، الآمارات العربية المتحدة.
تم أرسال جزء من الفيلم لفريقي دبلجة مختلفين، أحدهم في مصر والأخر في لبنان، تواصل الفرع العربي لشركة والت ديزني مع المخرج سمير حبيب في مصر لدبلجة ذاك الجزء،
أنتهى الأمر بتأهل فريق سمير حبيب للعمل في جميع نسخ الشركة المدبلجة للعربية منذ ذلك الحين وباللهجة المصرية.
تمت ترجمة الحوار وأعداد النص على يد الكاتب الراحل عبد الرحمن شوقي، وتمت كتابة الأغاني بشكلٍ مشترك ما بين المخرج سمير حبيب والكاتب عبد الرحمن شوقي، وتم الإخراج على يد المخرج عصام السيد. تم الأخراج الغنائي على يد هايك أفاكيان لجميع أغاني الفيلم الأصلية، بينما أخرجت أغنية موجز الصباح -أغنية إضافية صدرت فقط ضمن الإصدار الخاص- على يد المخرجة الغنائية جيهان الناصر.
أستغرقت كتابة الأغاني للفيلم وحدها شهرين كاملين، حيث كان يجتمع سمير حبيب والكاتب عبد الرحمن شوقي سويًا ليكتبا تلك الأغاني،
عمل عبد الرحمن شوقي على ما يعادل أربعة أفلام لديزني وتبعه من بعد ذلك في أعداد النص الشاعر بهاء جاهين وآمين حداد وعمرو حسني.
تم عرض العديد من الأختيارات للأقسام المختصة فنيًا بشركة ديزني لشخصية موفاسا من بينها محمد السبع والذي تم رفضه حيث علقت ديزني عن كونه صوتًا عجوزًا، وأحمد فؤاد سليم ورفض هو الأخر لكونه يطفي حنانًا زائدًا على الشخصية.
أدى المغني هشام نور -مؤدي صوت سمبا- العديد من الأدوار في تاريخ النسخة العربية لديزني بداية من دوره سمبا، وتبعه العديد مما تضمن الصوت الغنائي لهرقل من فيلم هرقل (فيلم) وعلاء الدين من فيلم علاء الدين وكوازيمودو من فيلم أحدب نوتردام 2، بالإضافة الصوت الحواري والغنائي لكوازيمودو من فيلم أحدب نوتردام والغناء المنفرد لجميع الأغاني من فيلم طرزان.
عمل كريم الحسيني في مجال الدبلجة منذ صغرة، من أهم أدواره سمبا الصغير، أدى بعدها العديد من الأدوار تضمنت حازوقة من فيلم كيف تروض تنينك بجزئيه والمسلسل.
عبد الرحمن أبو زهرة هو أحد الممثلين المصريين، عمل مع ديزني في كل من دور سكار من فيلم الأسد الملك وجعفر من فيلم علاء الدين.
محمد هنيدي هو ممثل مصري هزلي، عمل في مجال التعريب الصوتي في كل من شخصيتي شركة ديزني تيمون من الأسد الملك ووشوشني من شركة المرعبين المحدودة.
أدت سلوى محمد علي -الممثلة المصرية- عدة أدوار في مجال الرسوم المتحركة تضمنت دور شينزي من الأسد الملك، كانجا من سلسلة ويني الدبدوب، فيونا من الجزء الثالث من فيلم شريك، سلوى محمد علي من فيلم البحث عن دوري، سلوى من فيلم شوكلاتة بالبندق، بهيجة هانم من فيلم قصص بطوطية وكنز المصباح المفقود والشريرة من ثالث أجزاء حورية البحر.
أطفى الراحل مؤمن البرديسي بصوته على العديد من أعمال ديزني والتي تضمنت رافيكي من الأسد الملك بأجزائة وتبعه في الدور عبدالله السعد في مسلسل قيادة الأسد الحارس، من أشد أدوار مؤمن البرديسي تميزًا هو العم دهب وخلفه في الدور مرة أخرى عبدالله السعد بعد وفاته في عام 2015،
ظهر صوت عبدالله السعد لأول مرة في دور العم دهب في الحلقة الخاصة من مسلسل ميكي ماوس القصير بطٌ في الأروقة: حلقة ميكي ماوس الخاصة لعيد الميلاد،
بالإضافة لأدواره المتعددة في مختلف الأفلام من بين ملحمة البحيرة، مئة مرقش ومرقش، قطط ذوات وأدواره خارج ديزني من برنامجي إللي فات سات وحدوتة لتوتة.
صدرت النسخة العربية عام 1994، أي في نفس عام إنتاج النسخة العربية للفيلم،
بينما تم عمل العديد من التغيرات في النسخة العربية جراء بعض التحفظات عليها من قبل الشركة، صدرت النسخة المعدلة لأول مرة عام 2004 مزامنة مع موعد صدور الإصدار الخاص للفيلم،
تضمنت التغييرات تعويض أغنية دايرة الحياة التي غنتها في النسخة الأولى المغنية الدنماركية نينا جول، بنسخة أخرى مختلفة من غناء غالا الحديدي،
وتمت أضافة نسخة عربية للأغنية الجديدة التي لم تصدر عام 1994 موجز الصباح، والتي تم حذفها في الأصدارات اللاحقة،
بالإضافة إلى تغير بعض الجمل المختلفة من الفيلم.
في النسخة الفصيحة، الأغنية «دائرة الحياة» بأداء جيهان الناصر والأغنية «هل تشعر بما أشعره» بأداء أميرة الناصر، وبمشاركة كل من زياد الشريف، عزت غانم، إلهامي أمين، هشام الجندي، ونهى فكري.

## الإنتاج

### التطوير
طورت فكرة الأسد الملك في أواخر عام 1988 أثناء محادثة بين جيفري كاتزنبرج وروي إي. ديزني وبيتر شنايدر على متن طائرة متجهة إلى أوروبا للترويج لفيلم أوليفر وشركاه (1988). أثناء المحادثة، ظهر موضوع قصة تدور أحداثها في إفريقيا، وسرعان ما وردت الفكرة إلى جيفيري كاتزنبرج. طورت الفكرة بعد ذلك من قبل نائب رئيس استوديوهات والت ديزني انيميشن للشؤون الإبداعية تشارلي فينك. قرر كاتزنبرج إضافة عناصر تتضمن بلوغ سن الرشد والموت، وأفكار من تجارب الحياة الشخصية، مثل بعض تجاربه في طريقه الوعر في السياسة، قائلاً عن الفيلم: «الأمر يتعلق قليلاً بنفسي». في نوفمبر من ذلك العام، كتب توماس ديش (مؤلف رواية المحمصة الصغيرة الشجاعة The Brave Little Toaster) معالجة للفيلم بعنوان «ملك كالاهاري» (King of the Kalahari)، وبعد ذلك، أمضت ليندا وولفرتون عاماً في كتابة مسودات السيناريو، والذي كان بالبداية بعنون «ملك الوحوش» (King of the Beasts) وثم أصبح «ملك الأدغال» (King of the Jungle). كانت النسخة الأولية للفيلم مختلفة تماماً عن الفيلم النهائي. حيث تمحورت الحبكة حول معركة بين الأسود وقرود الرباح مع كون سكار زعيم قرود الرباح، ورفيقي كونه فهداً، وتيمون وبومبا أصدقاء طفولة سيمبا. في هذه النسخة أيضاً سيمبا لن يغادر المملكة ولكنه سيصبح «شخصية كسولة وقذرة ومرعبة» بسبب التلاعب به بواسطة سكار، حتى يمكنه الإطاحة بسيمبا بعد بلوغه سن الرشد. بحلول عام 1990، قرر المنتج توماس شوماخار، الذي كان قد أكمل للتو فيلم المنقذون في أستراليا (1990)، المشاركة بالمشروع «لأن الأسود رائعة». شبه شوماخار نص فيلم «ملك الأدغال» (King of the Jungle) بـ «رسوم متحركة خاصة من ناشيونال جيوغرافيك».
في أكتوبر 1991، اختير جورج جورج سكريبنر، مخرج فيلم أوليفر وشركاه، كالمخرج الأولي للفيلم، إنضم إليه لاحقاً روجر أليرز، المؤلف الرئيسي لقصة فيلم الجميلة والوحش (1991). أحضر روجر أليرز معه بريندا تشامبمان، التي أصبحت رئيسة القصة. بعد ذلك، قام العديد من أعضاء الطاقم الرئيسي للفيلم، من ضمنهم أليرز وسكريبنر ودون هان وبريدا تشامبمان ومصمم الإنتاج كريس ساندرز، برحلة إلى متنزه هيلز غايت الوطني في كينيا من أجل الدراسة والحصول على تقدير لبيئة الفيلم. بعد ستة أشهر من العمل في تطوير القص، قرر سكريبنر ترك المشروع، حيث اشتبك مع أليرز والمنتجين بشأن قرارهم بتحويل الفيلم إلى فيلم موسيقي، حيث كان هدف سكريبنر هو صنع فيلم شبيه بفيلم وثائقي أكثر تركيزًا على الجوانب الطبيعية. حل روب مينكوف محل سكريبنر، وانضم المنتج دون هان إلى الإنتاج حيث أصبح شوماخر منتجًا تنفيذيًا فقط بسبب قيام ديزني بترقيته إلى نائب رئيس تطوير أفلام الرسوم المتحركة. وجد هان أن النص مشتت ويفتقر إلى موضوع واضح، وبعد ترسيخ الموضوع الرئيسي للفيلم على أنه «ترك الطفولة ومواجهة حقائق العالم»، طلب هان إعادة تجهيز نهائي. أعاد أليرز ومينكوف وتشامبمان وهان كتابة القصة على مدار أسبوعين من الاجتماعات مع المخرجين كيرك وايز وغاري تروسديل، الذين أنهوا للتو فيلم «الجميلة والوحش». تم تغيير عنوان النص أيضًا من «ملك الأدغال» (King of the Jungle) إلى «الأسد الملك» (The Lion King)، حيث لم تكن الأحداث تجري في الأدغال بل في سافانا. تقرر أيضًا جعل سكار وموفاسا أخوين لأن الكتاب شعروا أنه سيكون أكثر إثارة للاهتمام إذا جاء التهديد من شخص ما من داخل الأسرة.
كان الأسد الملك أول فيلم رسوم متحركة من ديزني ذو قصة أصلية، بدلاً من أن يستند إلى عملٍ موجودٍ بالفعل. قال صناع الفيلم إن قصة الأسد الملك مستوحاة من قصص من الكتاب المقدس، ومن مسرحية هاملت لوليام شكسبير. خلال صيف عام 1992، انضمت إلى الفريق كاتبة السيناريو إيرين ميكي، مع كاتب السيناريو الثاني، جوناثان روبرتس، الذي انضم بعد بضعة أشهر. تولت إيرين ميكي وجوناثان روبرتس مسؤولية عملية التنقيح، وإصلاح المشكلات العاطفية التي لم يتم حلها في النص وإضافة عمل هزلي لبومبا وتيمون والضباع. عمل كاتب الأغاني تيم رايس بشكل وثيق مع فريق الكتابة، وسافر إلى كاليفورنيا مرة واحدة على الأقل في الشهر لأن أغانيه كانت بحاجة إلى العمل في استمرارية القصة. تم تثبيت كلمات رايس - التي استمرت إعادة صياغتها حتى نهاية الإنتاج - على لوحة القصة أثناء التطوير. كانت عمليات إعادة الكتابة متكررة، حيث قال رسام الرسوم المتحركة أندرياس ديجا إنه كان من المفترض تسليم مشاهدٍ مكتملة، لولا كون تلك الأجزاء بحاجة إلى إعادة الرسم بسبب تغييرات في الحوار.

### تجارب الأداء
أُختير الممثلين الصوتيين لمدى ملاءمتهم وما يمكنهم إضافته إلى الشخصيات - على سبيل المثال، اختيرجيمس إيرل جونز لأن المخرجين وجدوا صوته «قويًا» ومماثلًا لزئير الأسد. علق جونز بأنه خلال سنوات الإنتاج، أصبح موفاسا «أبًا بليداً أكثر من كونه ملكًا كبيرًا».
اختبر ناثان لين في الأصل لأداء صوت «زازو»، وإيرني سابيلا لاداء صوت أحد الضباع. عند لقاء بعضهم البعض في استوديو التسجيل، طُلب من الممثلين، الذين شاركوا في ذلك الوقت في بطولة مسرحية «الرجال والدمى»، التسجيل معاً كضباع. ضحك المخرجون على أدائهم وقرروا اختيارهم في دور تيمون وبومبا. بالنسبة للضباع، كان الهدف الأصلي هو إعادة جمع الثنائي الكوميدي شيش وتشونغ، ولكن بينما وافق شيش مارين على أداء دور بانزي، لم يكن تومي تشونغ متاحاً. وهكذا تم تغيير دوره إلى أنثى الضبع، شينزي، التي أدت صوتها ووبي غولدبرغ.
اختير ماثيو برودريك لأداء صوت سيمبا البالغ في وقت مبكر أثناء الإنتاج، وخلال السنوات الثلاث من التمثيل الصوتي سجل فقط مرة واحدة مع ممثل آخر، ولم يكتشف أن مويرا كيلي تؤدي صوت «نالا» إلا في العرض الأول فقط. اختير الممثلين الإنجليزين تيم كاري ومالكولم ماكدويل في الأصل لدور «سكار»، ومع ذلك فاز الممثل الإنجليزي جيرمي أيرونز بالدور في النهاية. رفض جيرمي أيرونز الدور في البادية بسبب عدم ارتياحه للإنتقال من اداءه الدرامي بدور المحامي البريطاني كلاوس فون بولو في فيلم انعكاس الحظ (1990) إلى دور كوميدي. ولكن بمجرد دخوله، ألهم أداء آيرونز الكتاب لدمج المزيد من تمثيله بدور كلاوس فون بولو، وألهم رسام الرسوم المتحركة أندرياس ديجا بمشاهدة كلا من «انعكاس الحظ» و«ضرر» (1992) لالتقاط سمات الوجه والتشنجات اللاإرادية لأيرونز.

### الرسوم المتحركة
تزامن تطوير الأسد الملك مع تطوير فيلم بوكاهونتاس (1995)، والذي قرر معظم رسامي الرسوم المتحركة في استديوهات والت ديزني أنيميشن العمل عليه بدلاً من ذلك، معتقدين أنه سيكون الأكثر شهرة ونجاحًا من الاثنين. لم يكن لدى فنانو القصة ثقة كبيرة بالمشروع، حيث أعلنت تشابمان أنها كانت مترددة في قبول هذه الوظيفة "لأن القصة لم تكن جيدة جدًا"، قالت الكاتبة بورني ماتينسون لزميلها جوي رانفت": "أنا لا أعرف من سيرغب في مشاهدة ذلك". معظم رسامي الرسوم المتحركة الرائدين كانوا إما يقومون بأول عمل رئيسي لهم بالإشراف على شخصية ما، أو كان لديهم اهتمام كبير بتحريك حيوان. كان ثلاثة عشر من هؤلاء الرسامين المشرفين، في كل من كاليفورنيا وفلوريدا، مسؤولين عن تكوين طباع وأساليب الشخصيات الرئيسية في الفيلم. رسامي الرسوم المتحركة الذي عملوا على الشخصيات الرئيسية يشملون مارك هين الذي عمل على سيمبا الشاب، وربن أ. أكينو على سيمبا البالغ، وأندرياس ديجا على أوسكار، وآرون بليز على نالا الشابة، وأنتوني ديروزا على نالا البالغة، وتوني فوسيل على موفاسا. ما يقرب من 20 دقيقة من الفيلم، بما في ذلك مشهد "أنا فقط لا أستطيع الانتظار لأكون ملكًا (I Just Can't Wait to Be King)"، تم تحريكه في منشأة استوديوهات ديزني هوليوود. ساهم أكثر من 600 فنان ورسامي رسوم متحركة وفني في صناعة "الأسد الملك". قبل أسابيع من إطلاق الفيلم، أغلق زلزال نورثريدج عام 1994 الاستوديو وطُلب من رسامي الرسوم المتحركة إنهاء عملهم من المنزل.
درس رسامو الرسوم المتحركة الحيوانات الواقعية كمرجع، كما حدث مع بامبي (1942). زار جيم فاولر، خبير الحياة البرية الشهير، الاستوديوهات في عدة مناسبات مع مجموعة متنوعة من الأسود وقاطني السافانا الآخرين لمناقشة السلوك ومساعدة رسامي الرسوم المتحركة على إضفاء مصداقية على رسوماتهم. درس رسامو الرسوم المتحركة أيضًا حركات الحيوانات في حديقة حيوان ميامي مترو بتوجيه من خبير الحياة البرية رون ماجيل. صُممت «أرض العزة» (Pride Lands) على غرار الحديقة الوطنية الكينية التي زارها الطاقم. استخدمت أطوال بؤرية وعدسات متنوعة لتختلف عن التصوير المعتاد لأفريقيا في الأفلام الوثائقية - التي تستخدم عدسات التصوير المقربة لتصوير الحياة البرية من مسافة بعيدة. استلهم هذا الشعور الملحمي من دراسات المفاهيم التي أجراها الفنان هانز باتشر - الذي حاول ، بعد طلب سكريبنر للواقعية ، رسم تأثيرات مثل توهج العدسة - وكذلك استلهم من أعمال الرسامين تشارلز ماريون راسل وفريدريك ريمنجتون وماكسفيلد باريش. سعى المخرج الفني آندي جاسكيل وصناع الفيلم لإعطاء الفيلم إحساسًا بالاندفاع الكبير والنطاق الملحمي على غرار فيلم لورنس العرب (1962) للمخرج ديفيد لين. وأوضح جاسكيل: «أردنا أن يشعر الجمهور باتساع مساحة السافانا وأن يشعر بالغبار والنسيم يتمايل عبر العشب. بمعنى آخر، الحصول على إحساس حقيقي بالطبيعة والشعور كما لو كانوا هناك. من الصعب جدًا التقاط شيء رقيق مثل شروق الشمس أو سقوط المطر على بركة، ولكن هذه هي أنواع المشاهد التي حاولنا الحصول عليها». كما شاهد المخرجون أفلام جون فورد وصانعي أفلام آخرين، مما أثر أيضًا على تصميم الفيلم.
نظرًا لأن الشخصيات لم تكن مجسّمة، كان على جميع رسامي الرسوم المتحركة تعلم رسم حيوانات بأربعة أرجل، وكان يتم تصوير تطور القصة والشخصيات من خلال استخدام لقطات أطول تتبع الشخصيات.
ساعدت أجهزة الكمبيوتر صناع الأفلام على تقديم رؤيتهم بطرق جديدة. بالنسبة لمشهد «تدافع الحيوانات البرية»، أُنشئت العديد من شخصيات الحيوانات البرية مختلفة الشكل في برنامج كمبيوتر ثلاثي الأبعاد، ومن ثم تمت مضاعفتها لمئات، وتم تظليلها لتبدو وكأنها رسوم متحركة مرسومة، وإعطاء مسارات عشوائية أسفل سفح الجبل لمحاكاة الحركة الحقيقية التي لا يمكن التنبؤ بها لقطيع. أمضى خمسة من فناني الرسوم المتحركة والفنيين المدربين تدريباً خاصاً أكثر من عامين في إنشاء مشهد التدافع الذي استمر دقيقتين ونصف في الفيلم. ساعد نظام إنتاج الرسوم المتحركة بالكمبيوتر (CAPS) في محاكاة حركات الكاميرا مثل اللقطات المتحركة المتابعة، وتم استخدامه أيضاً في التلوين والإضاءة وإضفاء تأثير الجسيمات.
الأسد الملك فيلم «موسيقاية» الموسيقى قبل ملحن إلتون جون وقصيدة رايس مهلة، وتعيين هنز زيمر هو القيام به.
الأسد الملك ابتداء أثناء الإنتاج، وكان "King of the Jungle" الاسم. بمبئي الفيلم انيماتورها دراسة الحياة الحيوانية والحياة الطبيعية، ويستعد لكنندهها أفريقيا لنماهاي إلى بعض الكوارث الطبيعية وجلوههاي أن عرض فيلم ليكون قريبا لنرى.
مع ميزة جدا گيزي الكمبيوتر، اثرشان صناع الفيلم لاظهار شكلهاي طرق جديدة، ويمكن واحد من أشهر الأمثلة على هذا، بداية من مشاهد گاوهاي البرية الثلاثة المقبلة جلوههاي كثيرة استخدمت.
فيلم واحد مع فيلم پوكاهونتاس الشركة بنى، وكثير من المنتجين والعاملين في الشركات اعتقد سيكون أكثر الأفلام بهاي پوكاهونتاس لأن الوضع كان أكثر أهمية. ولكن مع كل فيلم جديد الأسد الملك بازتابهاي السوق ايجابية للغاية زيادتري الفيلم پوكاهونتاس.

## الإستقبال

### شباك التذاكر
حقق الأسد الملك إجمالي إيرادات تبلغ 422.8 مليو دولار أمريكي في أمريكا الشمالية و545.7 مليون دولار أمريكي في الأقاليم الأخرى، ليصبح المجموع العالمي 968.5 مليون دولار أمريكي. بعد عرضه الأول، حقق الفيلم إيرادات تبلغ 763.4 مليون دولار أمريكي، حيث صُنف كأعلى فيلم رسوم متحركة إيراداً في كل العصور، وفيلم استوديوهات والت ديزني أنيميشن الأعلى إيراداً، والفيلم الأعلى إيراداً لعام 1994. كان يحمل الرقم القياسي لأعلى فيلم رسوم متحركة إيراداً (في أمريكا الشمالية، وخارج أمريكا الشمالية، وفي جميع أنحاء العالم) حتى تجاوزه فيلم الرسوم المتحركة الحاسوبي البحث عن نيمو (2003). مع أرباح عرض النسخة الثلاثية الأبعاد، تجاوز الملك الأسد جميع الأفلام المذكورة أعلاه بإستثناء حكاية لعبة 3 ليحتل المرتبة الثانية كأعلى فيلم رسوم متحركة إيراداً في جميع أنحاء العالم - نزل لاحقًا إلى المرتبة التاسعة، ثم العاشرة، متجاوزًا بذلك نظيره الواقعي المعاد إنتاجه - ويظل فيلم الرسوم المتحركة المرسومة باليد الأكثر ربحاً. إنه أيضًا أكبر فيلم رسوم متحركة في الخمسين عامًا الماضية من حيث عدد الحضور المقدر. كان الأسد الملك أيضًا الفيلم الأعلى ربحًا في الولايات المتحدة من 1994 إلى 2003 ومرة أخرى من 2011 إلى 2019 حتى تم تجاوز إجماليه بواسطة فيلم الرسوم المتحركة الحاسوبي حكاية لعبة 4 (بدون حساب التضخم).

#### العرض الأصلي
في اليومين الأولين من الإصدار المحدود في داري عرض، بلغ إجمالي ايراداته 622,277 دولاراً أمريكياً، وفي نهاية الإسبوع بلغت ايراداته الكلية 1,586,753 دولارًا، ليحتل المركز العاشر في شباك التذاكر خلال ذلك الأسبوع. ان متوسط ايراد قدره 793,377 دولارًا لكل دار عرض يعتبر الأكبر الذي تم تحقيقه على الإطلاق خلال أسبوع وكان أعلى أعلى اسبوع افتتاحي إيراداً لفيلم معروض على أقل من 50 شاشة، متجاوزًا الرقم القياسي الذي سجله حرب النجوم (1977) من 43 شاشة. حقق الفيلم 3,766,690 دولارًا من شاشتي العرض في 10 أيام فقط.
عندما صدر الفيلم بشكل أوسع في أمريكا الشمالية، حقق في الأسبوع الأول 40.9 مليون دولار أمريكي، والتي كانت في ذلك الوقت رابع أعلى أسبوع افتتاحي إيراداً على الإطلاق والأعلى لفيلم من إنتاج ديزني، ليتصدر شباك التذاكر في ذلك الأسبوع. في سبتمبر 1994، سحبت ديزني الفيلم من دور العرض واعلنت أنه سيعاد إصداره خلال عطلة عيد الشكر من أجل الاستفادة من موسم العطلات. بحلول نهاية عرضه المسرحي الأصلي، في ربيع عام 1995، كان الفيلم قد حقق 319.9 مليون دولار أمريكي، ليكون ثاني أعلى فيلم إيراداً في عام 1994 في أمريكا الشمالية بعد فورست غامب (1994). يُقدر موقع بوكس أوفيس موجو أن الفيلم باع أكثر من 74 مليون تذكرة في الولايات المتحدة في عرضة المسرحي الأول، مما يعادل 812.1 مليون دولار أمريكي عند معادلة التضخم في عام 2018.
خارج أمريكا الشمالية، حقق الفيلم 455.8 مليون دولار أمريكي خلال عرضه المسرحي الأول، ليصل إجمالي إيراداته إلى 768.6 مليون دولار أمريكي في جميع أنحاء العالم.

### إعادة الإصدار

#### آيماكس ودور العرض الكبيرة
أُعيد إصدار الفيلم في 25 ديسمبر 2002، لدور عرض آيماكس ودور العرض ذوات الشاشات الكبيرة. أوضح دون هان أنه بعد ثماني سنوات من العرض الأصلي للأسد الملك «كان هناك جيل جديد بالكامل من الأطفال الذين لم يشاهدوه حقاً، خاصة على شاشة السينما.» نظراً لأن الفيلم قد تم أرشفته رقيماً بالفعل أثناء الإنتاج، كانت عملية الاستعادة أسهل، مع توفير العديد من التحسينات للمشاهد لتغطية العيوب في النسخة الأصلية. كما أوضح هان انه تم توفير مزيج صوتي مُحسّن «لجعل الجمهور يشعر وكأنه في منتصف الفيلم». في الأسبوع الأول حقق الأسد الملك 2.7 مليون دولار أمريكي من 66 موقعا، انتهى إعادة الإصدار هذا بإيرادات تبلغ 15.7 مليون دولار في 30 مايو 2003.

#### النسخة ثلاثية الأبعاد
في عام 2011، تم تحويل الأسد الملك إلى فيلم ثلاثي الأبعاد لإعادة إصداره المحدود في دور العرض لمدة أسبوعين، ولإصداره على قرص بلو راي بصيغة ثلاثية الأبعاد لاحقاً. أُفتتح الفيلم في المركز الأول يوم الجمعة الموافق 16 من سبتمبر 2011، بمبلغ 8.9 ملبون دولار، وانهى الأسبوع بإيرادات تبلغ 30.2 مليون دولار، ليحتل المركز الأول في شباك التذاكر. هذا جعل الأسد الملك أول فيلم مُعاد إصداره يحتل المركز الأول في شباك التذاكر الأمريكي منذ إعادة إصدار فيلم حرب النجوم: عودة الجيداي (1983) في مارس 1997. حقق الفيلم أيضاً رابع أعلى أسبوع افتتاحي إيراداً في سبتمبر على الإطلاق. في الأسبوع الثاني احتل الفيلم المركز الأول في شباك التذاكر مرة أخرى مع إنخفاض في الإيرادات بنسبة 27% لتبلغ 21.9 مليون دولار. توقع معظم مراقبي شباك التذاكر انخفاض إيرادات الفيلم بحوالي 50% في اسبوعه الثاني، وكانوا يتوقعون أيضاً أن يحتل فيلم كرة المال (2011) المركز الأول.
بعد نجاحه الأولي في شباك التذاكر، قررت العديد من دور العرض الاستمرار في عرض الفيلم لأكثر من أسبوعين، على الرغم من أنه تم تحديد موعد إصداره على قرص بلو راي ثلاثي الأبعاد لمدة أسبوعين ونصف بعد إصداره في دور العرض. في أمريكا الشمالية، أنتهت إعادة الإصدار ثلاثية الأبعاد في دور العرص في 12 يناير 2012، بإجمالي إيرادات تبلغ 94.2 مليون دولار. خارج أمريكا الشمالية، كسب الفيلم حوالي 83.4 مليون دولار. إعادة الإصدار ثلاثي الأبعاد الناجح لفيلم الأسد الملك جعل ديزني وبيكسار يخططان لإعادة إصدار أفلام الجميلة والوحش (1991) والبحث عن نيمو (2003) وشركة المرعبين المحدودة (2001) وحورية البحر (1989) بصورة ثلاثية الأبعادة في دور العرض خلال عامي 2012 و2013. ومع ذلك، لم تحقق إي من عمليات إعادة الإصدار للأفلام الثلاث الأولى النجاح الهائل الذي حققة الأسد الملك، والغيت إعادة إصدار فيلم حورية البحر في النهاية.

### الجوائز والترشيحات
فاز الأسد الملك بجائزتي غولدن غلوب عن فئة أفضل فيلم - موسيقي أو كوميدي وأفضل موسيقى تصويرية، بالإضافة إلى جائزتي أوسكار عن فئة أفضل موسيقى تصويرية، وأفضل أغنية أصلية عن أغنية «هل تستطيع أن تشعر بالحب الليلة» لإلتون جون وتيم رايس، كما رُشحت أغنيتي «دورة الحياة» و«هاكونا ماتاتا» لنفس الجائزة. كما فازت أغنية «هل تستطيع أن تشعر بالحب الليلة» بجائزة غرامي لأفضل أداء صوتي رجالي. فاز الفيلم أيضاً بجوائز آني لأفضل فيلم رسوم متحركة وأفضل إنجاز في التمثيل الصوتي (لـ جيرمي أيرونز) وأفضل إنجاز فردي لمساهمة القصة في مجال الرسوم المتحركة.
في حفل جوائز ساتورن، رُشح الفيلم في فئتين، أفضل فيلم خيالي وأفضل أداء من قبل ممثل أصغر سنا على الرغم من أنه لم يفز في أي من الفئتين. حصل الفيلم أيضًا على ترشيحين في حفل توزيع جوائز الأكاديمية البريطانية للأفلام، لأفضل صوت بالإضافة إلى جائزة أنتوني أسكويث لموسيقى الأفلام على الرغم من خسارته في كلا الفئتين أمام أفلام سرعة وإيقاع خلفي على التوالي. حصل الفيلم على جائزتي بي ام أي عن فئتي «موسيقى الأفلام» و«الأغنية الأكثر أداءً» لـ«هل تستطيع أن تشعر بالحب الليلة». في حفل توزيع جوائز أم تي في للأفلام لعام 1995، تلقى الفيلم ترشيحات لأفضل شرير وأفضل أغنية، على الرغم من خسارته في كلتا الفئتين. فاز الأسد الملك بجائزة اختيار الأطفال عن فئة الفيلم المفضل في حفل توزيع جوائز اختيار الأطفال لعام 1995.
في عام 2008، صنفت مجلة إمباير فيلم الأسد الملك في المرتبة 319 كأفضل فيلم على الإطلاق، وفي يونيو 2011، صنفته مجلة التايم على أنه واحد من «أفضل 25 فيلم رسوم متحركة في جميع الأوقات». في يونيو 2008، أدرج المعهد الأمريكي للسينما فيلم الأسد الملك باعتباره رابع أفضل فيلم في هذا النوع من الرسوم المتحركة في قائمة معهد الفيلم الأمريكي لأفضل 10 أفلام من أفضل 10 مجموعات أفلام.
في عام 2016، اختير الفيلم للحفظ في السجل الوطني للأفلام بالولايات المتحدة من قبل مكتبة الكونغرس باعتباره «ذو أهمية ثقافية أو تاريخية أو جمالية».

## أعمال مشتقة
تضمنت أول مشاريع الرسوم المتحركة المشتقة من فيلم الأسد الملك شخصيات تيمون وبومبا. أولاً، قام الثنائي بدور البطولة في فيلم الرسوم المتحركة القصير «قف بجانبي» (Stand by Me) عام 1995، والذي ظهر فيه تيمون وهو يغني الأغنية التي تحمل نفس الاسم. ثم ظهر الثنائي في مسلسل الرسوم المتحركة الخاصة بهم «تيمون وبومبا»، والذي استمر لثلاثة مواسم و85 حلقة بين عامي 1995 و1999. في النسخة الإنكليزية، وأصل إرني سابيلا أداء صوت بومبا، بينما قام باداء صوت تيمون كلٌ من كوينتون فلين وكيفين شون بالإضافة إلى ناثان لين.
أصدرت ديزني فيلمي فيديو يتعلقان بالأسد الملك. الأول كان تتمة بعنوان الأسد الملك II: عهد سمبا، والذي صدر عام 1998 على أشرطة في إتش إس. يدور الفيلم حول ابنة سيمبا ونالا «كيارا»، والتي تقع في حب كوفو ، وهو ذكر أسد نشأ في مفخرة أتباع سكار، الغرباء. الأسد الملك 3: هاكونا ماتاتا، هو فيلم فيديوي آخر، صدر في عام 2004. يركز الفيلم على حياة تيمون وبومبا قبل أن يلتقيان بصديقهما الأسد سمبا وكيف عاش سمبا معهما.
في يونيو 2014، تم الإعلان عن إطلاق مسلسل تلفزيوني جديد مبني على الفيلم بعنوان قيادة الأسد الحارس، يضم كيون، الشبل الثاني من سيمبا ونالا. مسلسل قيادة الأسد الحارس هو تكملة لفيلمالأسد الملك وتدور أحداثه خلال الفجوة الزمنية داخل فيلم الأسد الملك II: عهد سمبا، أما آخر حلقتين من الموسم الثالث فقد كانت تدور احداثها بعد ذلك الفيلم. بث المسلسل لأول مرة على قناة ديزني كفيلم تلفزيوني بعنوان قيادة الأسد الحارس: عودة الزئير في نوفمبر 2015 قبل بثه كمسلسل على قناة ديزني جونيور في يناير 2016.

## وصلات خارجية
- الأسد الملك على موقع IMDb (الإنجليزية)
- الأسد الملك على موقع ميتاكريتيك (الإنجليزية)
- الأسد الملك على موقع الموسوعة البريطانية (الإنجليزية)
- الأسد الملك على موقع روتن توميتوز (الإنجليزية)
- الأسد الملك على موقع نتفليكس (الإنجليزية)
- الأسد الملك على موقع ألو سيني (الفرنسية)
- الأسد الملك على موقع Turner Classic Movies (الإنجليزية)
- الأسد الملك على موقع أول موفي (الإنجليزية)
- الأسد الملك على موقع بوكس أوفيس موجو (الإنجليزية)
- الأسد الملك على موقع فيلمافينيتي (الإسبانية)